# Batopedina
Batopedina es un género con tres especies de plantas con flores perteneciente a la familia Rubiaceae. Es originaria del África tropical.

## Taxonomía
El género fue descrito por Bernard Verdcourt y publicado en Bulletin du Jardin Botanique de l'État 23: 29. 1953. La especie tipo es: Batopedina linearifolia

## Especies
- Batopedina linearifolia
- Batopedina pulvinellata
- Batopedina tenuis